# Catedral vieja de Brescia
La concatedral invernal de Nuestra Señora de la Asunción (en italiano: concattedrale invernale di Santa Maria Assunta), conocida popularmente como la catedral vieja (en italiano: duomo vecchio), es la concatedral de Brescia, título que comparte con la adyacente catedral nueva. Construida a partir del siglo xi sobre una basílica precedente, ha sido objeto de numerosas ampliaciones a lo largo de los siglos, pero ha conservado intacta su estructura románica original, lo que la convierte en uno de los ejemplos más importantes de rotondas de Italia, además de uno de los ejemplos más significativos de la arquitectura románica lombarda.
El edificio también contiene numerosas obras de arte importantes, entre las cuales destacan un sepulcro de Bonino da Campione, el órgano de Giangiacomo Antegnati, el sarcófago de mármol de Berardo Maggi y el ciclo de lienzos del Moretto y del Romanino realizado para la capilla del Santísimo Sacramento de la basílica de San Pietro de Dom, trasladados aquí tras su demolición. También es de gran relevancia la cripta, que data del siglo vi pero fue restaurada en el siglo viii.

## Historia

### Una compleja estratificación
La historia de la catedral vieja empezó con la demolición de la ya vieja e inadecuada basílica de Santa Maria Maggiore de Dom, un edificio paleocristiano construido quizás en el siglo vii y aproximadamente coetáneo a la basílica de San Pietro de Dom, sustituida varios siglos después por la catedral nueva. La basílica, de planta longitudinal y sin transepto, cubierta por un simple techo con tijerales a la vista y enriquecida en el siglo viii con la cripta de San Filastrio, probablemente quedó destruida o gravemente dañada después del incendio que devastó la ciudad en el 1095. Sin embargo, estudios llevados a cabo en los últimos años del siglo xx han llegado a la conclusión de que las obras de la catedral ya se habían iniciado, en mayor o menor medida, antes del gran incendio y que este, por tanto, se limitó a confirmar definitivamente la suerte de la basílica paleocristiana. En la primera mitad del siglo xii la nueva catedral ya debía estar completa, conservando de Santa Maria Maggiore únicamente la cripta.

### Acontecimientos históricos y arquitectónicos
Hacia finales del siglo xiii, Berardo Maggi, obispo y primer signore de Brescia, llevó a cabo una ampliación del presbiterio e hizo decorar los interiores, pero no se sabe a ciencia cierta si la intervención afectó únicamente a las bóvedas que cubren el deambulatorio o también a las paredes y a la cúpula central. Entre finales del siglo xv y principios del xvi se realizaron obras más importantes en esa misma zona por parte de Bernardino da Martinengo, quien prolongó notablemente el presbiterio hacia el este en 1490, cubriéndolo con bóvedas de crucería de estilo todavía gótico. En esta intervención también participó Filippo Grassi, futuro director de las obras del Palazzo della Loggia. En esta circunstancia se añadió el transepto, completándolo con la capilla de las Santas Cruces en el lado izquierdo en 1495. El nuevo presbiterio contó con la participación de Gasparo Cairano en la realización de las claves de bóveda, mientras Vincenzo Civerchio pintó en las paredes frescos con Historias de la Virgen, posteriormente perdidos. Al día siguiente del trágico saqueo de Brescia por parte del ejército de Gastón de Foix-Nemours, en 1512, el Ayuntamiento de Brescia decidió dedicar mayores esfuerzos al embellecimiento de la catedral: así, en 1518 se instaló el órgano de Giovanni da Pinerolo, decorado con paneles pintados por Floriano Ferramola y por el Moretto que actualmente se conservan en la iglesia de Santa Maria Assunta in Valvendra de Lovere. En 1536 este instrumento fue sustituido por el presente en la actualidad, obra monumental de Giangiacomo Antegnati, que fue enriquecido con paneles realizados por el Romanino, posteriormente trasladados a la catedral nueva.
A partir de 1571 tuvo lugar la reordenación de los interiores siguiendo las directrices de la Contrarreforma, encargada al arquitecto Giovanni Maria Piantavigna. Además, recientemente se había librado, el 7 de octubre, la batalla de Lepanto, en la que salió victoriosa la República de Venecia, a la que entonces pertenecía la ciudad: era el día dedicado a santa Justina de Padua y por ello la construcción de capillas dedicadas a ella se difundió rápidamente por todos los territorios de la República. Piantavigna, por razones de simetría con la ya presente capilla de las Santas Cruces, colocó la nueva capilla de Santa Justina en el lado derecho del transepto, aunque posteriormente cambiaría su dedicación y pasaría a llamarse capilla del Santísimo Sacramento. Además, remodeló la capilla de las Santas Cruces e hizo que Tommaso Sandrino y Francesco Giugno repintaran el transepto, obra que se ha conservado hasta nuestros días a tramos. La capilla de las Santas Cruces sufrirá una nueva y definitiva restauración en los primeros años del siglo xvii. Por último, trasladó la entrada original de la concatedral y la colocó donde todavía está en la actualidad.

### La restauración
Los interiores de la concatedral pasaron inalterados tanto el siglo xviii como el xix, hasta finales de este último, cuando, después de que se manifestaran preocupantes problemas estáticos, la catedral fue sometida a una radical y generalizada intervención de restauración y consolidación de la estructura, dirigida por Luigi Arcioni. Esta restauración comportó la eliminación de muchas adiciones y superestructuras barrocas, devolviendo a la imponente mole románica parte de su aspecto original.
A finales del siglo xx los frescos del transepto fueron limpiados y restaurados, con el objetivo de resolver los continuos problemas de humedad que afectaban al edificio. Sin embargo, en los primeros meses de 2010, después de una serie de intensas lluvias, el problema alcanzó su cima con la inundación de la cripta, que permaneció sumergida bajo unos diez centímetros de agua durante algunas semanas. Una cierta solución parece haber sido proporcionada por las obras de aislamiento de los muros del sótano llevadas a cabo durante el verano de 2010.

## Estructura

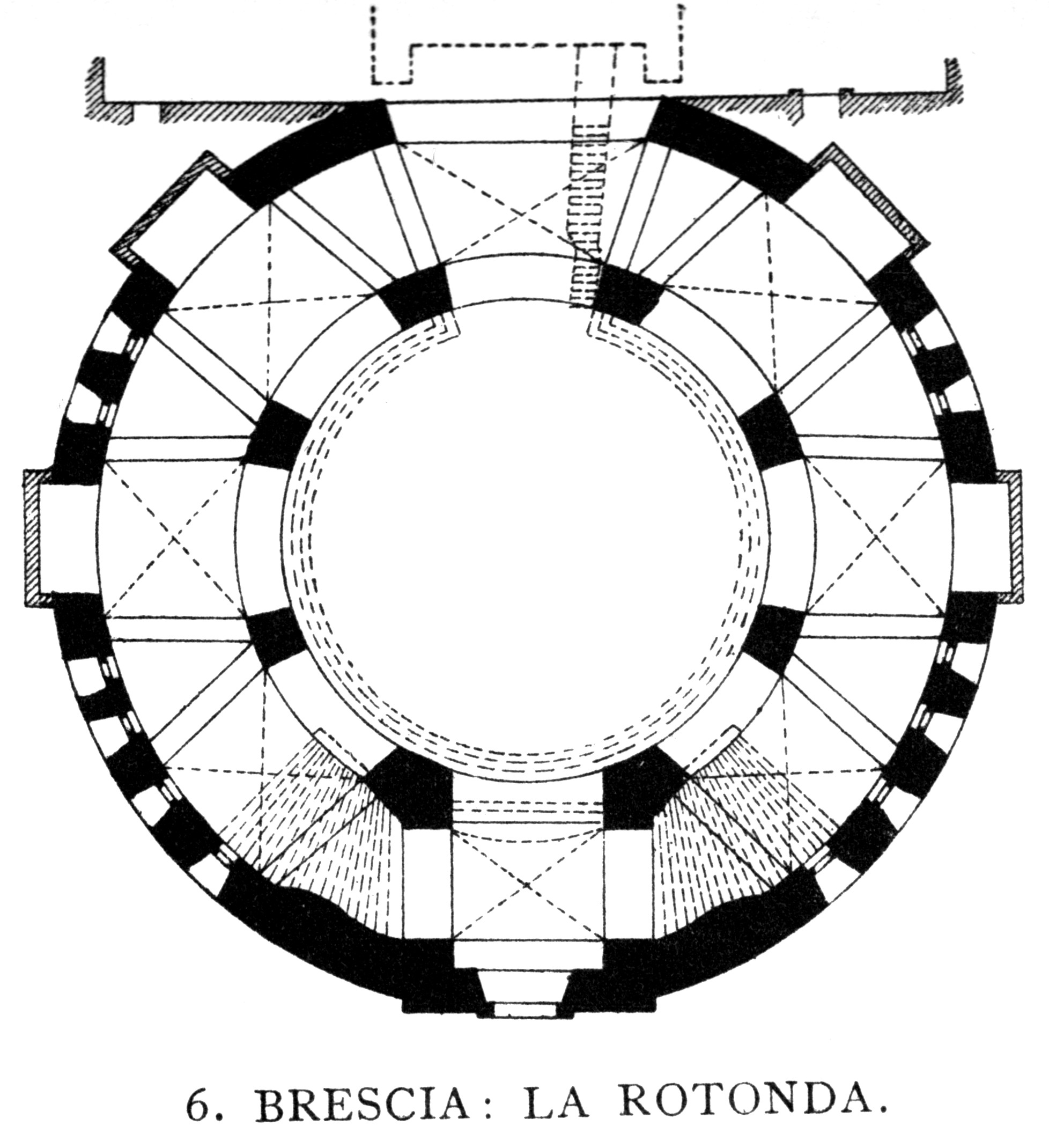
Planta

Como ya se ha dicho, tanto por sus características constructivas y arquitectónicas como por el alto grado de conservación de las estructuras originales, la catedral vieja de Brescia se encuentra entre los ejemplos más tradicionales e importantes de rotondas románicas de Italia. No obstante, su aspecto actual es fruto de dos ampliaciones: una de finales del siglo xv, que añadió el presbiterio y el ábside del fondo, y otra realizada durante la segunda mitad del siglo xvi, que completó el transepto junto con otras intervenciones. También la cripta es muy significativa, ya que data del siglo vi.

### Exterior
El exterior de la catedral vieja no se puede apreciar plenamente debido a la considerable elevación de la Piazza del Duomo. La gran estructura cilíndrica de época románica está compuesta por bloques regulares de medolo, una caliza blanquecina local, interrumpidos por monóforas con arcos de medio punto dispuestas en tres niveles diferentes: el primero sobre las paredes del deambulatorio, el segundo en la base del cilindro central, y el tercero, muy denso, en la parte superior de este último, donde las monóforas están sustituidas por óculos circulares en dirección norte, sur y este. En esta franja, las monóforas presentan un triple abocinamiento hacia el interior. El cilindro central, además, está decorado con finas lesenas dispuestas a intervalos regulares y coronado por un friso de arcilla con arquitos, típico del arte decorativo de la época.

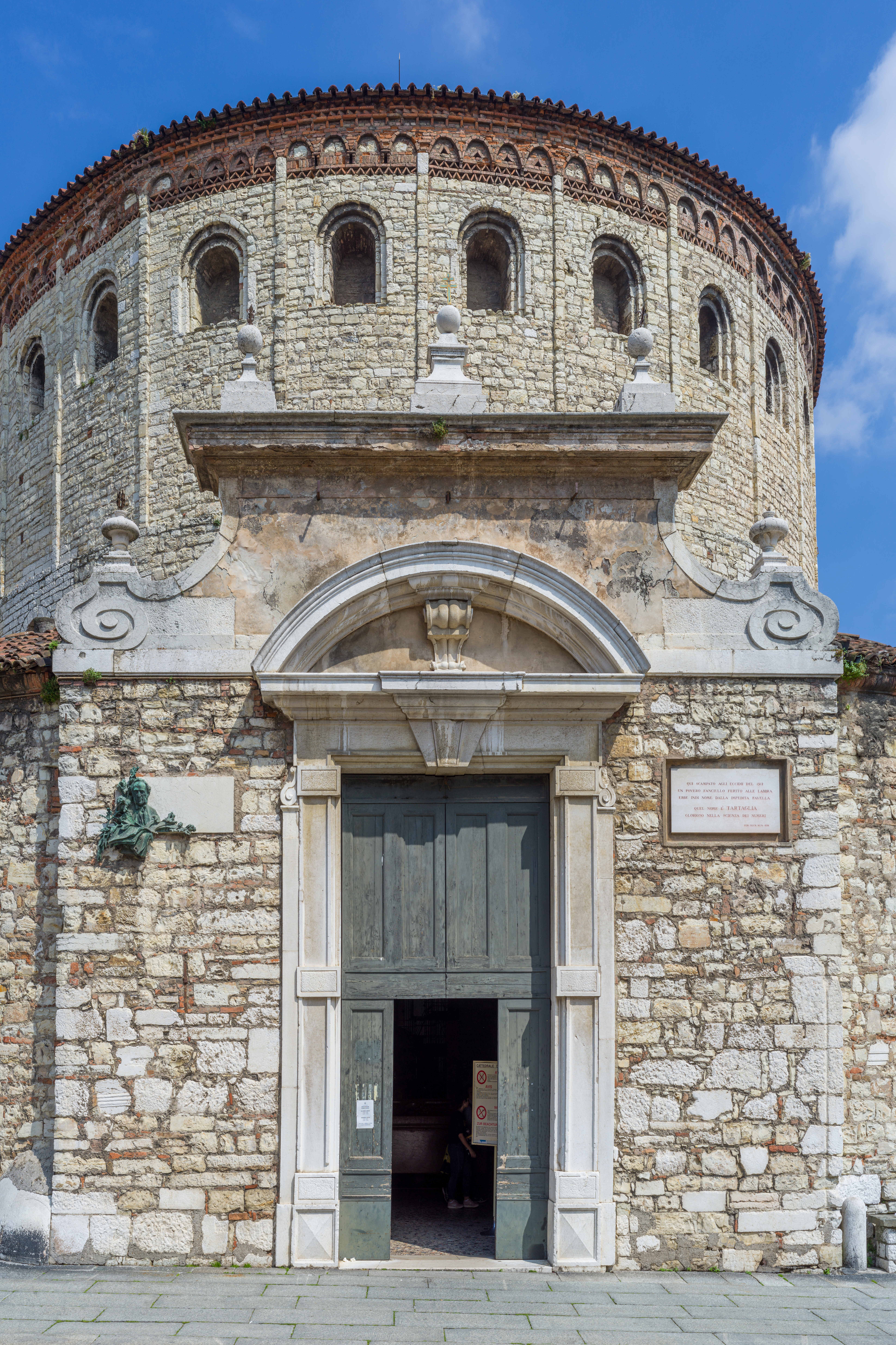
La entrada actual

En la fachada principal, alineada con el presbiterio interior, se encuentra la entrada de la concatedral, que fue abierta en 1571 en sustitución de la anterior, que en la época ya estaba definitivamente enterrada y todavía puede verse desde el interior. Sobre la entrada se elevaba el campanario de la catedral, pero una desafortunada ampliación del portal, efectuada en el siglo xvii, provocó el derrumbe de la torre en 1708. El campanario es visible claramente en solo dos representaciones: un cuadro de Francesco Maffei, conservado en el interior de la basílica, y la miniatura en la portada del Estimo della città di Brescia de 1588, que representa el lado este de la Piazza del Duomo con el Broletto, la basílica de San Pietro de Dom y la catedral vieja. En estas imágenes puede verse que se trataba de una tradicional torre campanario románica, similar al campanario de la iglesia de San Giorgio, pero mucho más alta. La entrada actual está decorada con un portal de mármol de estilo barroco contenido, con un tímpano semicircular sobre el portal y un cimacio coronando el cuerpo de entrada.
A la derecha de la catedral se abre una zona en la que, mediante un terraplén, se ha recreado el nivel original de la plaza en el momento de la construcción de la catedral. En esta zona se puede observar un arco decorado con sillares de piedra y ladrillos alternativamente: se trata de la entrada derecha del nártex que servía originalmente de acceso a la catedral, la cual carecía, por tanto, de entrada frontal. La otra entrada del nártex, situada de manera simétrica respecto a la entrada actual, se encuentra actualmente enterrada bajo la plaza.
La parte posterior de la catedral, difícil de observar desde el exterior debido a las construcciones adosasas alrededor del edificio, muestra la evolución del inmueble en el curso de los siglos con las diferentes ampliaciones efectuadas, en particular las del siglo xvi. Desde la Piazza del Duomo es visible la intervención de Piantavigna, con el cuerpo de la capilla del Santísimo Sacramento y las dos pequeñas cúpulas con linternas, una situada sobre la capilla y la otra sobre el extremo del transepto. Otros detalles de la parte posterior de la catedral son visibles desde la Via Mazzini, al fondo de un estrecho hueco entre la catedral nueva y los edificios residenciales medievales que permite ver claramente el lado izquierdo del transepto, la parte posterior de la capilla de las Santas Cruces y el actual campanario de la concatedral. Este último, muy pequeño y casi incoherente con la importancia del edificio, fue construido en el siglo xviii tras el derrumbe del campanario original. Esta zona no es accesible al público sino solo visible desde el exterior, ya que es un patio de servicio de la concatedral directamente conectado con la sacristía interior.
El exterior de la concatedral, en varios lugares, tiene un aspecto parcheado o, al menos, de factura posterior: es el caso, por ejemplo, de las grandes monóforas en la base del cilindro central, más de una de las cuales están rodeadas por un «halo» en el muro visiblemente reconstruido. Esto se debe a las intervenciones de restauración llevadas a cabo a finales del siglo xix por Luigi Arcioni, que se esforzó por devolver la estructura a su aspecto románico original. Estas intervenciones fueron varias y muy amplias, tanto en el exterior como en el interior: en el caso mencionado, Arcioni hizo reconstruir las monóforas originales en sustitución de los grandes ventanales abiertos a finales del siglo xvi.

### Interior

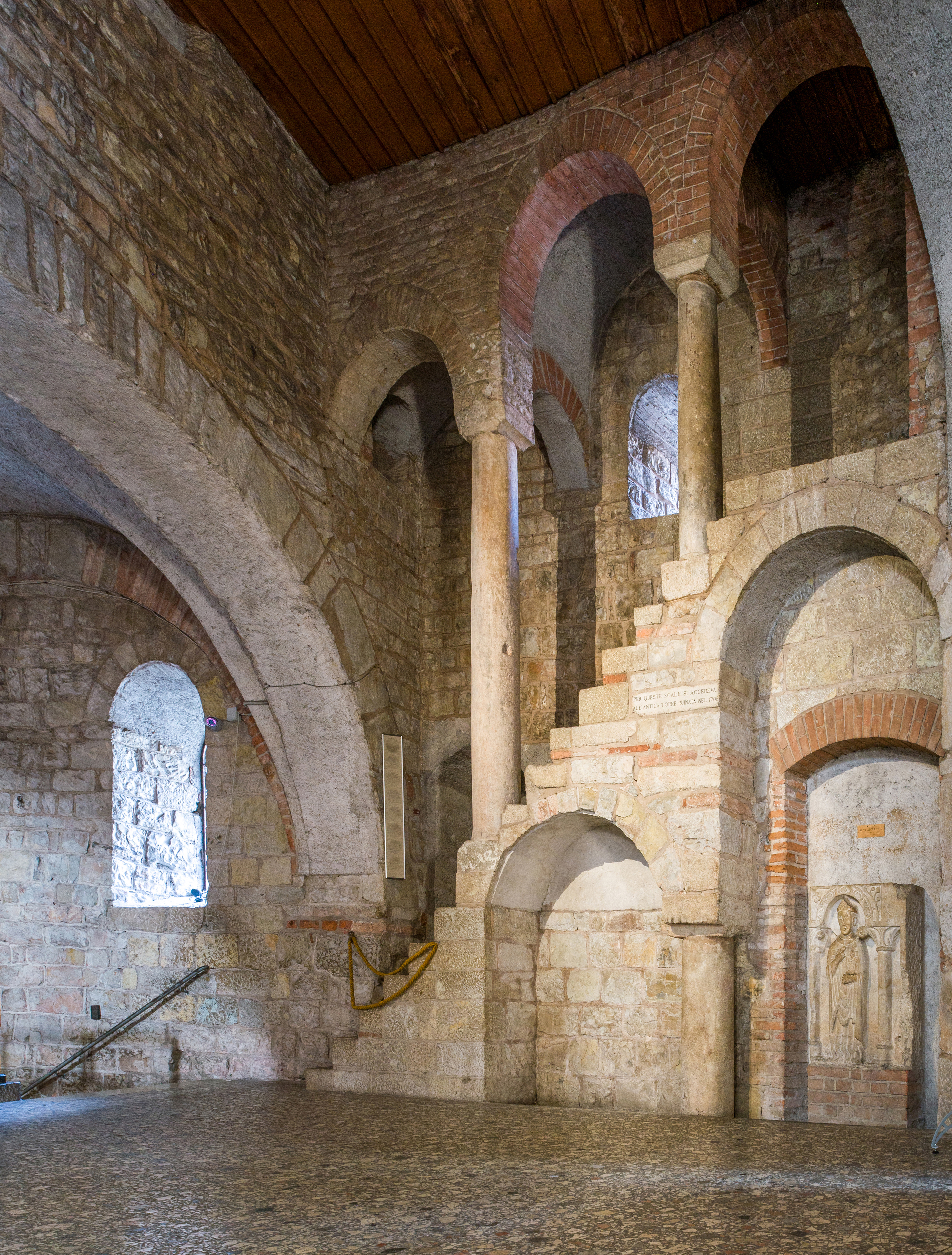
Detalle de los arcos interiores de la estructura

El interior de la catedral vieja está dividido en varias zonas a diferentes niveles. Caracterizado por la sobria solemnidad de la arquitectura románica, debe su aspecto actual a las obras de restauración del siglo xix de Luigi Arcioni, que eliminaron todas las estratificaciones posteriores y sacaron a la luz de nuevo la base original.
La entrada actual permite abarcar con una sola mirada la platea inferior, los deambulatorios y el presbiterio del siglo xv: esta visual privilegiada, que no corresponde a la original, fue abierta en 1571 por Giovanni Maria Piantavigna, que en ese punto elevó el pavimento del deambulatorio hasta el nivel de la nueva entrada, mientras que a ambos lados de esta elevación colocó dos escalinatas que devuelven al nivel originario. A ambos lados del portal actual pueden verse las dos escaleras que conducían al campanario que se derrumbó en 1708. También estas escaleras, con sus columnas románicas, fueron sacadas a la luz por la restauración del siglo xix.
El interior de la catedral vieja se puede resumir en el siguiente esquema: desde la entrada elevada, a través de las escaleras construidas por Piantavigna, se puede descender, tanto por la derecha como por la izquierda, al deambulatorio circular que sirve de perímetro exterior de la concatedral. El deambulatorio está separado del núcleo central, la llamada «platea de Santa María», por ocho imponentes pilares que, mediante arcos de medio punto, sostienen la gran cúpula. A la platea se puede acceder a través de escaleras de metal de instalación moderna, colocadas justo al lado del punto de llegada en el deambulatorio de las escaleras de Piantavigna. Continuando por el deambulatorio se llega a la intersección entre este y el cuerpo del presbiterio, donde, tras descender una breve escalinata que concluye tanto el deambulatorio derecho como el izquierdo, se pueden remontar algunos escalones para llegar hasta el presbiterio, o bien descender a la «cripta de San Filastrio» a través de dos túneles laterales. Tras subir los escalones del presbiterio se llega al transepto, prolongado a ambos lados, mientras avanzando aún más se suben nuevamente escalones y se llega al coro, y desde allí al ábside.

#### Platea de Santa María

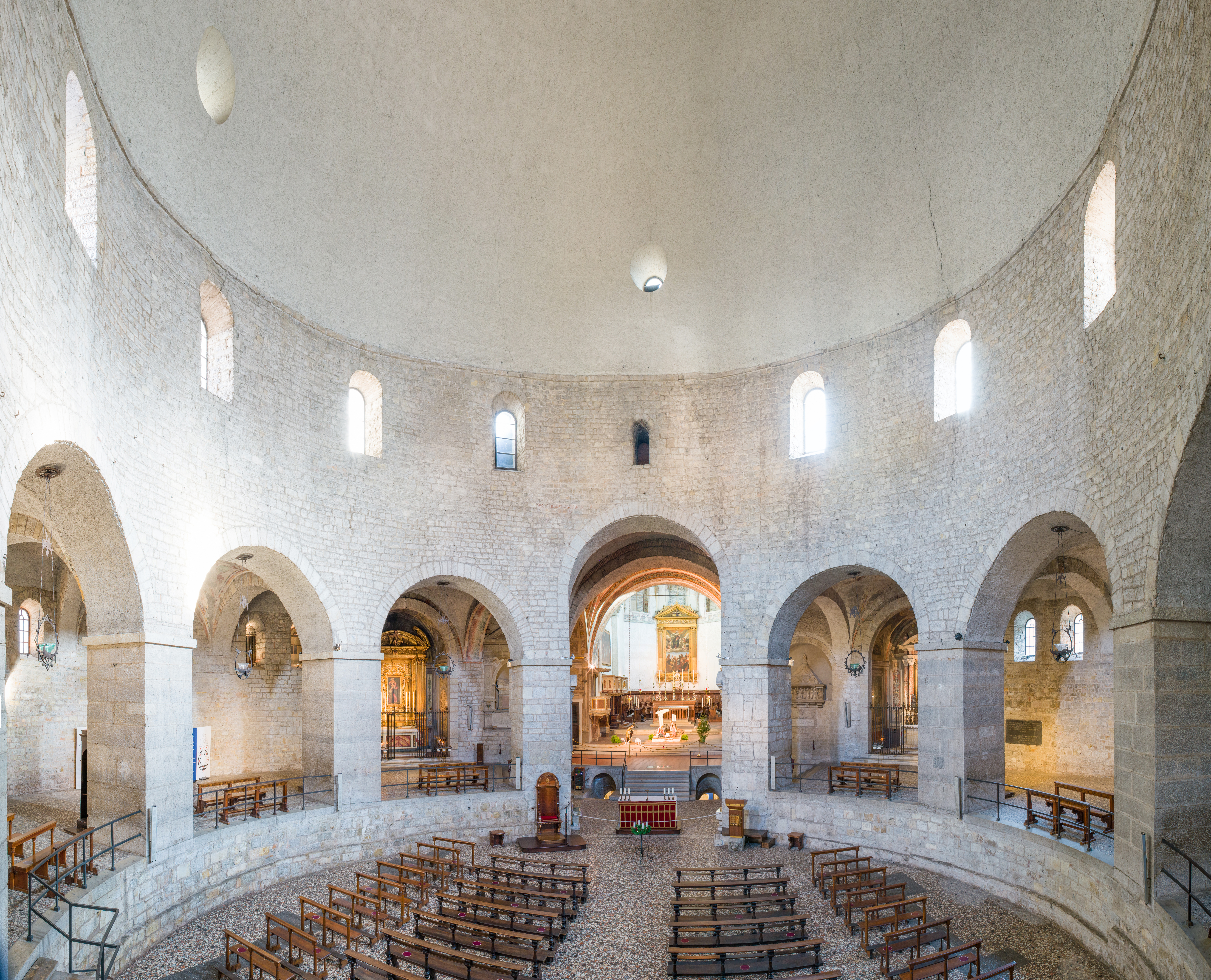
Platea de Santa María

La platea de Santa María, núcleo central de la catedral, está situada en el nivel más bajo (sin considerar la cripta), que se alcanza mediante escaleras metálicas de instalación moderna. Solo desde aquí puede apreciarse completamente la imponencia de la estructura románica, con los ocho pilares perimetrales, los grandes arcos, las diez monóforas que iluminan el interior y la gran cúpula central. En la zona de la platea opuesta al presbiterio puede verse el arco de la entrada antigua, al cual se llegaba a través de dos puertas unidas por un nártex. Tras el cierre de estas dos entradas, el nártex fue transformado en una capilla bautismal y allí se encuentra actualmente una fuente de mármol del siglo xv.
De particular interés en la platea son los restos de la precedente basílica de Santa Maria Maggiore de Dom, sacados a la luz durante las excavaciones de 1894. En el pavimento de la platea, utilizando baldosas negras, está marcado el perfil de los cimientos de la basílica, descubiertos en esa ocasión: se trata de muros de escaso espesor y carentes de contrafuertes, lo que, unido a la época de construcción de la basílica, ha llevado a pensar que esta tenía una estructura muy simple, con techo con tijerales a la vista y a nave única, ya que no se han encontrado restos de pilares internos. De la antigua basílica, en esta zona, también se conservan fragmentos de los mosaicos originales que recubrían los pavimentos, situados bajo las dos escaleras de acceso de metal: se trata de mosaicos con motivos geométricos que datan del siglo v o vi, época de fundación de la basílica.

#### Cripta de San Filastrio

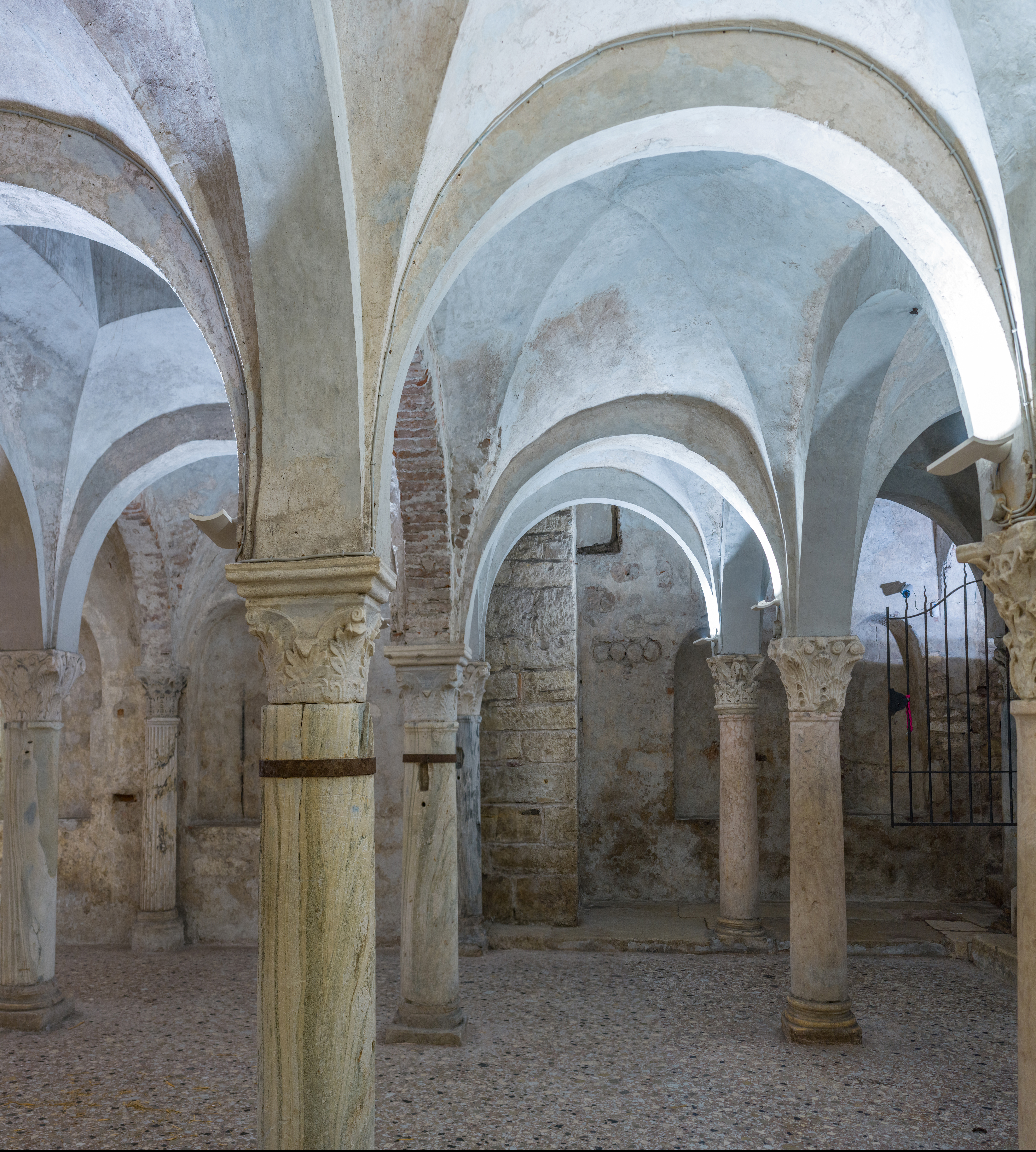
La columnata de la cripta

La cripta de la catedral vieja, a la que se puede acceder mediante escaleras a ambos lados de los escalones que suben al presbiterio, formaba parte de la precedente basílica de Santa Maria Maggiore de Dom y, por ello, es el lugar más antiguo de la cristiandad bresciana que se ha conservado hasta nuestros días. La cripta está compuesta por tres naves de cuatro crujías cada una, separadas entre sí por dos columnatas y cubiertas por una serie de bóvedas de crucería. La columnata, en forma de lesenas, rodea también las paredes, donde sostiene el ábaco de las bóvedas. Las tres naves están rematadas, al fondo, por sendos ábsides, mientras las hornacinas rectangulares y los huecos en los muros les confieren dinamismo, sobre todo en la zona de la entrada.
La cripta data al menos del siglo vi, es decir, cuando se construyó la basílica, pero no ha mantenido su configuración original, modificada probablemente en el siglo viii. La cripta se denomina «de san Filastrio» porque, el 9 de abril de 838, el obispo san Ramperto colocó en ella las reliquias de este obispo bresciano del siglo iv, procedentes de la basílica de Sant'Andrea, primera catedral de Brescia y ya destruida en esa época. No es inverosímil, por tanto, que la cripta fuera restaurada, asumiendo su aspecto actual, en esta importante ocasión. De la estancia, por tanto, solo son originales del siglo vi los muros perimetrales, mientras que las bóvedas de crucería de las crujías y, en todo caso, la posición de las columnas se remontan al menos al siglo viii. Casi todas las columnas y los capiteles utilizados en la cripta son de época romana: se trata de material reutilizado, extraído de edificios romanos ya abandonados o en decadencia. Muchos capiteles son en cambio bizantinos, datando del siglo viii o ix, colocados por tanto durante la restauración de la cripta, y en su mayor parte son copias toscas de los más refinados capiteles romanos de orden corintio. Aunque los elementos empleados son en gran parte reutilizados, se puede apreciar un cierto orden en su colocación: casi todas las columnas son dobles y están colocadas de un modo simétrico, o los capiteles entre ellos simétricos, si no iguales, son similares o presentan los mismos motivos decorativos.

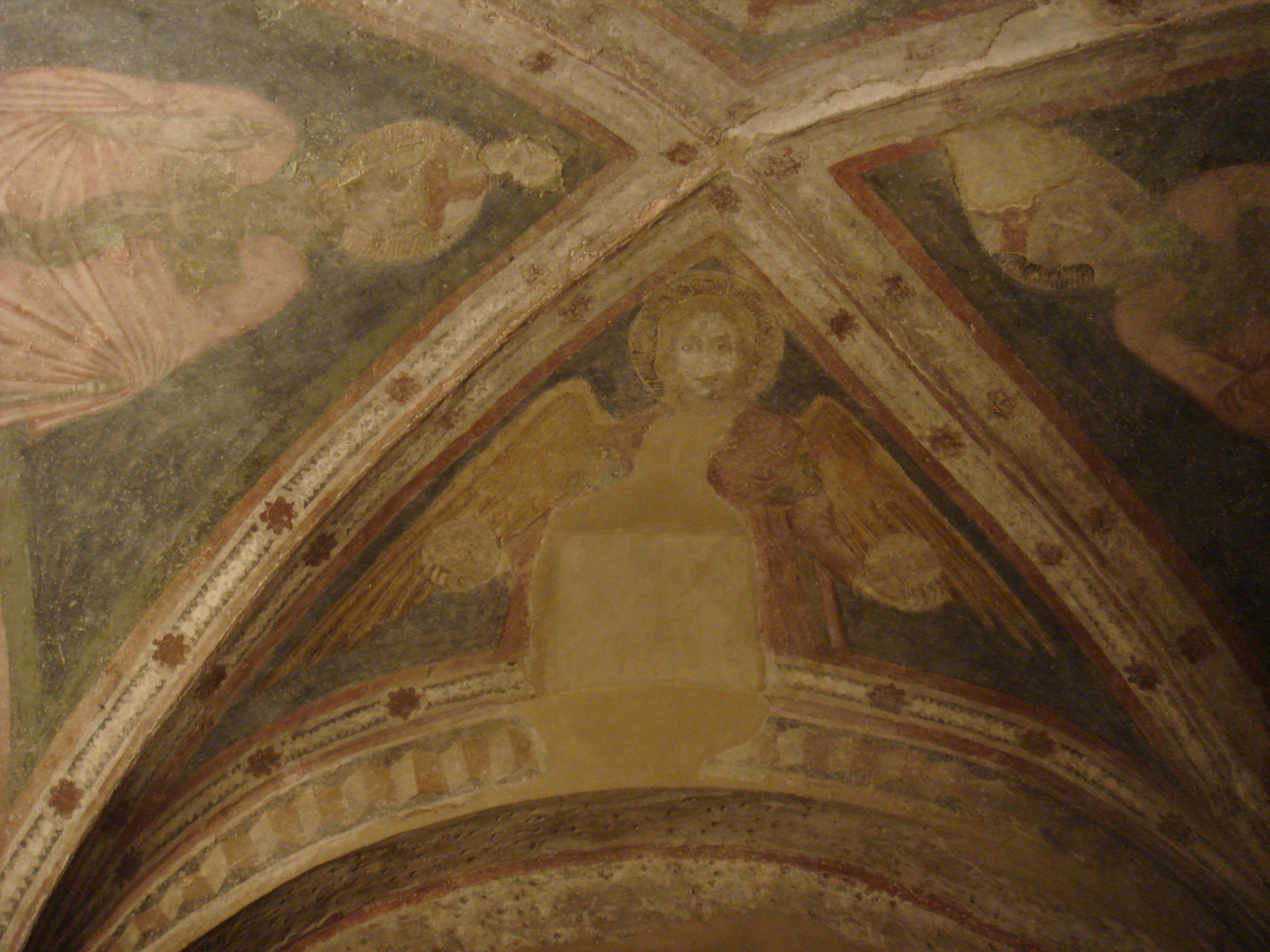
Frescos de la cripta

Aparte de los capiteles y las columnas, la estancia se presenta completamente desnuda: de todo lo que, seguramente, debía ocupar la cripta antiguamente no ha llegado nada hasta nuestros días en cuanto a altares, esculturas, sarcófagos o muebles. El último fragmento, aunque muy degradado, de la decoración se conserva en el ábside de la nave central: aquí, muy descolorido, se encuentra un fresco que representa quizás a Cristo en la gloria entre ángeles y los santos Filastrio y Apolonio. La figura del que debería ser Jesús está colocada en el centro y en ella se distinguen, cerca de la cornisa de la bóveda, los rasgos de la cara. Por debajo, a ambos lados de esta figura, se observan dos figuras humanas ricamente vestidas, coronadas por un ángel a la izquierda y lo que parece ser un águila a la derecha. En los bordes del ábside aparecen, mejor conservados, motivos decorativos como cornisas y un jarrón con plantas, mientras la franja de la base, de poco más de medio metro de altura, está decorada con un motivo a cortina, también muy vago. Los frescos, dejados en este estado por siglos de humedad, datan del siglo xi o xii, y probablemente fueron pintados en el momento de la construcción de la catedral. De esta misma época, pero mucho mejor conservados, son San Apolonio, san Gaudencio, san Filastrio y el arcángel Miguel, representados en los plementos de la bóveda de crucería de la última crujía central, justo delante del ábside.

## Obras de arte

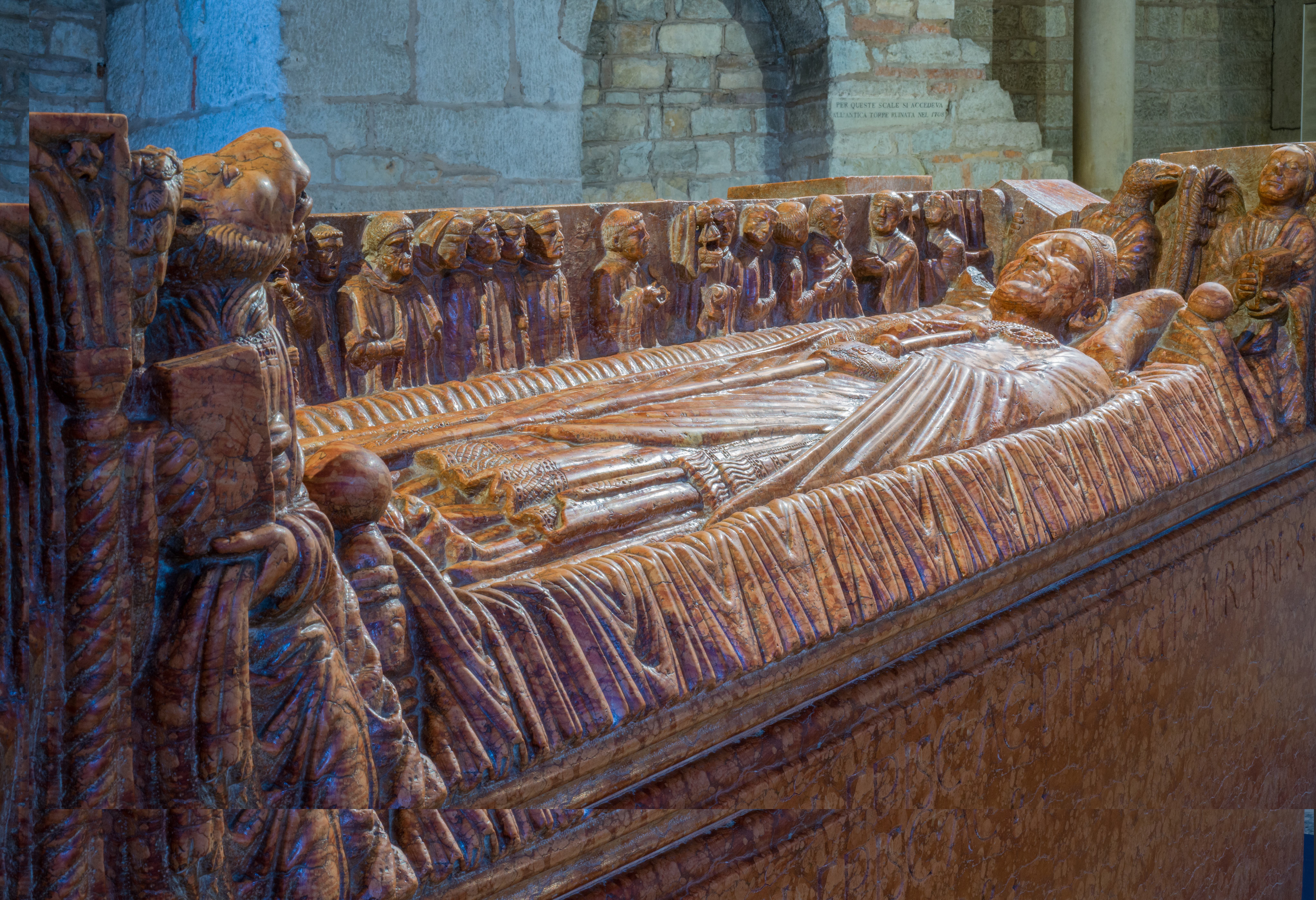
El sarcófago de Berardo Maggi

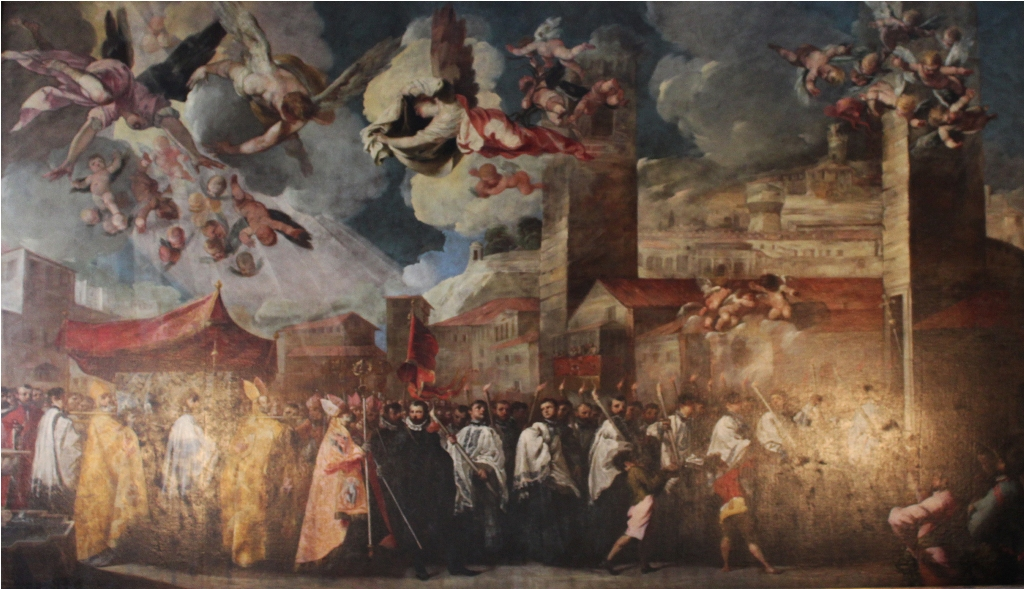
Traslado de los cuerpos de los obispos Dominatore, Paolo y Anastasio, de Francesco Maffei

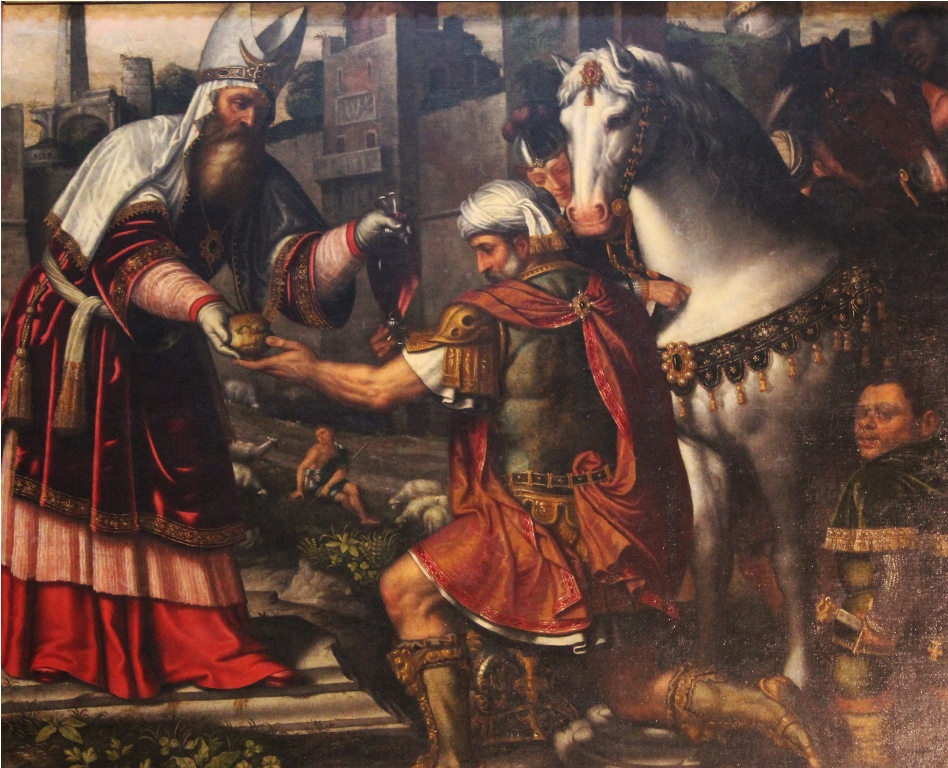
Melquisedec ofreciendo pan y vino al patriarca Abraham, del Moretto

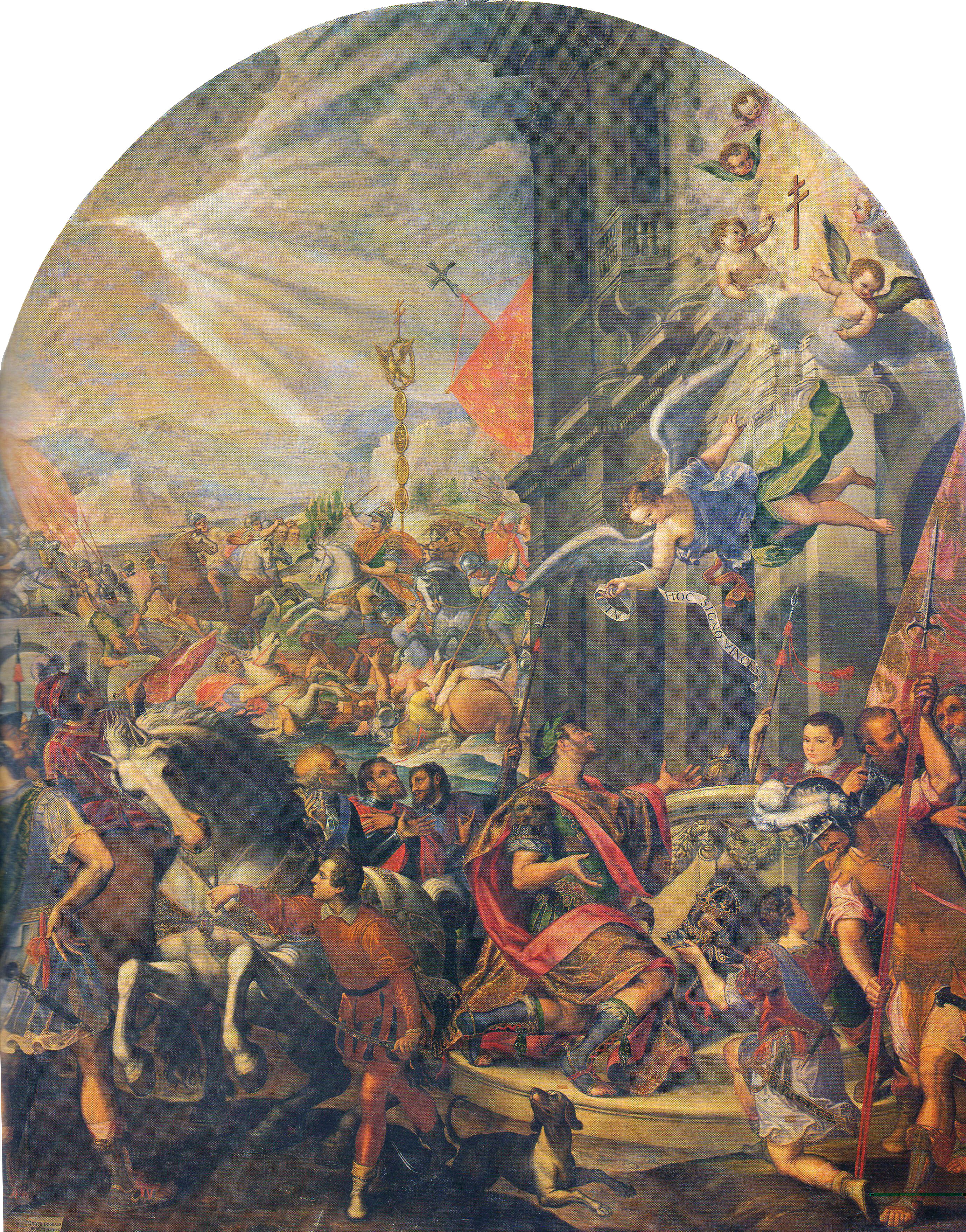
Aparición de la cruz a Constantino, de Grazio Cossali

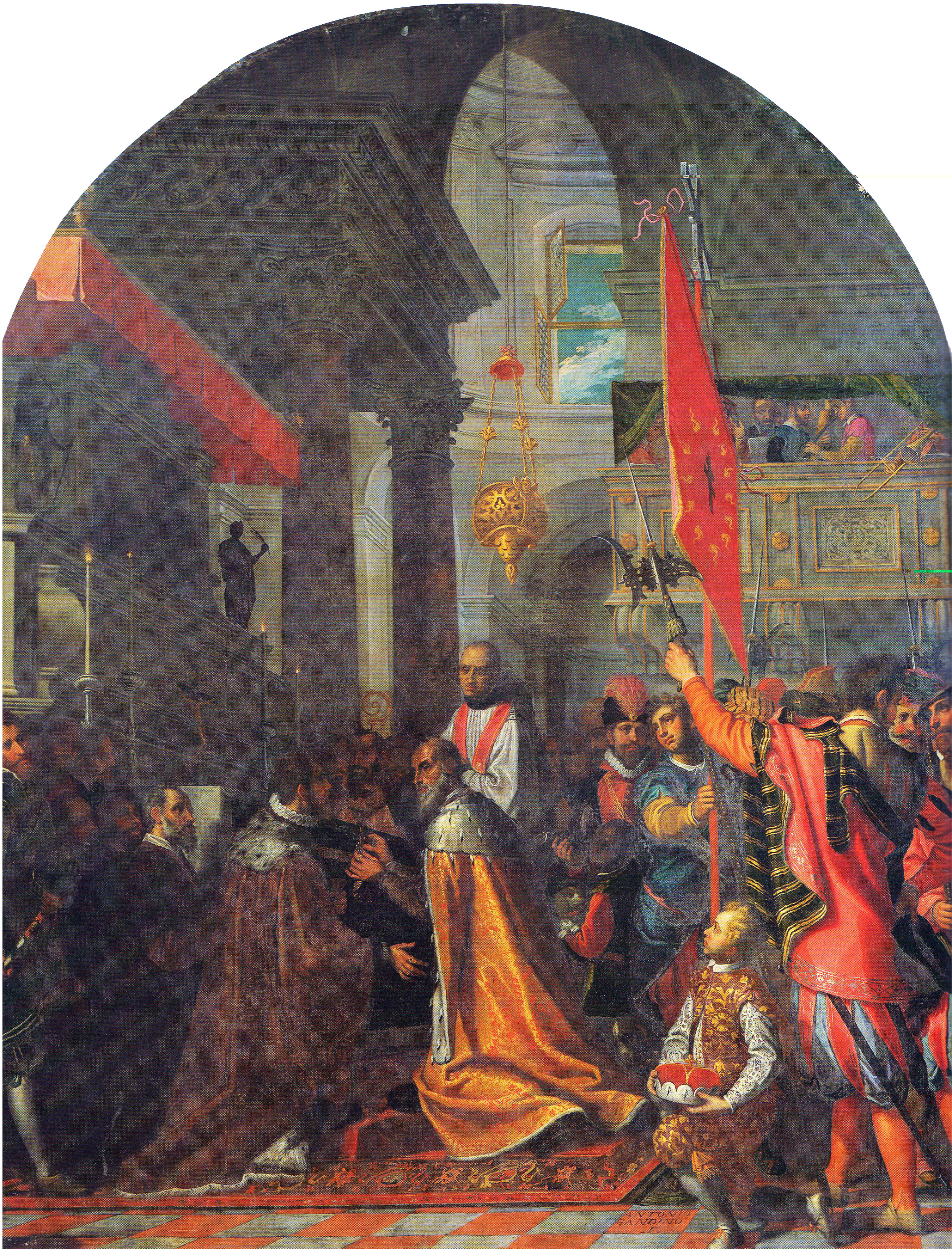
Donación de Namo de Baviera, de Antonio Gandino

En la catedral vieja están custodiadas numerosas obras de diferente tipo, colocadas en varios lugares, pero concentradas en la zona del transepto y del presbiterio.

### Entrada
La primera obra custodiada en la catedral vieja, que recibe a todos los que acceden a ella por la entrada principal, es el gran sarcófago de mármol rojo de Verona en el que está sepultado Berardo Maggi, obispo y primer signore de Brescia, que vivió en la segunda mitad del siglo xiii y fue un verdadero hito en la historia de la ciudad. El 25 de marzo de 1298, Berardo Maggi logró la paz entre las dos facciones que desgarraban la vida del municipio, los tradicionales güelfos y gibelinos, erigiéndose como signore de la ciudad y, al ser ya obispo, unificando el poder civil y el temporal en una única figura. Se trata de un gran paralelepípedo compuesto por un solo bloque de mármol rojo de Verona, casi carente de decoración, cerrado por una cubierta a dos aguas ricamente decorada. La obra, de finísima factura y elevado valor artístico, data de los primeros años del siglo xiv, ya que Berardo Maggi murió en 1308. El lado anterior, orientado hacia la entrada de la catedral, está decorado con el Juramento de paz y fidelidad al obispo, la llamada «paz de Berardo Maggi» con la cual se selló la concordia entre las dos facciones. La escena representa dos procesiones de personas que salen una del broletto, a la derecha, y la otra de la basílica de San Pietro de Dom, a la izquierda, es decir, de los dos edificios que simbolizaban respectivamente a las facciones, y se encuentran en un arco central. Aquí, a los lados de un altar, los representantes de las dos procesiones están prestando juramento con la mano sobre un libro, probablemente la Biblia, mientras Berardo Maggi, de pie entre los dos, sostiene entre las manos un largo pergamino que recoge los acuerdos alcanzados entre las facciones. Curiosamente, la procesión de los gibelinos, que proviene de la derecha, es más larga que la de los güelfos, que sale de la izquierda, y por ello la escena central con el juramento está desplazada ligeramente a la izquierda. Evidentemente, la facción gibelina contaba con muchos más miembros y en realidad era así, siendo Brescia fundamentalmente gibelina. También da fe de este hecho la coronación de la escena en el borde superior, constituida por almenas gibelinas. En la cara posterior, por otra parte, está representado Berardo Maggi a tamaño natural, tendido sobre una sábana y vestido con la túnica de obispo y la mitra. En la mano izquierda sostiene el pastoral, mientras con la derecha hace el gesto de la bendición. Al fondo está representada la procesión del Funeral de Berardo Maggi, mientras en las cuatro esquinas de la sábana sobre la que está tendido el obispo están colocados los cuatro animales del Apocalipsis, símbolo de los cuatro evangelistas. En las cuatro esquinas del sarcófago, en el borde de cubos que sobresalen de la cubierta, están representados los Santos Pedro y Pablo en el lado de la Paz y, en el lado del Funeral, los Santos Filastrio y Gaudencio a la izquierda y los Santos Faustino y Jovita a la derecha. Los dos frontones laterales de la cubierta, con forma de trapecio, muestran a un lado una simple cruz griega y al otro el episodio de San Jorge matando al dragón. La única inscripción sobre el sarcófago está situada en el lado del Funeral y es la dedicatoria del sepulcro: «BERARDI MADII EPISC AC PRINCIP UR BRI», es decir, «A Berardo Maggi, obispo y príncipe de la ciudad de Brescia». Originalmente, el sarcófago estaba colocado detrás o a un lado del altar mayor, pero desde allí, en 1571, fue trasladado a la pared de fondo izquierda del transepto y finalmente a su ubicación actual en 1896.
A la derecha de la entrada, bajo la rampa de escaleras que antiguamente conducía al campanario, hay una losa de mármol del siglo xiii esculpida en bajorrelieve, que muestra la figura y la efigie de san Apolonio. La figura está colocada dentro de un contexto arquitectónico de columnas y arcos y, muy probablemente, formaba parte de una obra mayor, quizás un díptico, ya que la columna esculpida a la izquierda está cortada por la mitad.

### Deambulatorio derecho y capilla del ángel de la guarda
El lado derecho del deambulatorio alberga, en un arco excavado dentro del muro perimetral, la capilla del ángel de la guarda, cerrada por un barandilla de hierro con bronces dorados. El altar de la capilla data del siglo xvii, es de mármol de Botticino y brecha rosada y se caracteriza por sus elegantes formas clásicas. El altar está adornado con un lienzo octogonal de principios del siglo xvii de Antonio Gandino, que representa el Ángel de la guarda indicando a un niño el camino del cielo.
Al lado de la capilla, dentro de una hornacina a media altura del muro, está el monumento fúnebre al obispo boloñés Balduino Lambertini, que dirigió la diócesis de Brescia entre 1344 y 1349. El sepulcro es obra de Bonino da Campione, importante escultor del arte gótico de finales del siglo xiv. Su parte anterior está decorada con un altorrelieve que representa, en el centro, a la Virgen María con el Niño Jesús, el cual está bendiciendo al obispo Lambertini que, arrodillado, es presentado por san Lorenzo ante otros santos, entre ellos san Ambrosio, que sostiene con la mano derecha un látigo. A los lados de la caja, en dos receptáculos rectangulares que sobresalen, están representados san Pedro y san Pablo a medio busto. Sobre el sepulcro está colocada una estructura troncopiramidal que culmina con la estatua del Christus patiens y simula un baldaquino con las cortinas abiertas, detrás de las cuales está tendida la figura del obispo con túnica pontifical y las manos cruzadas.

### Presbiterio
El actual presbiterio de la concatedral es el resultado de dos ampliaciones: la primera consiste en la gran bóveda de crucería decorada con frescos que constituye el centro del transepto, mientras que la segunda consiste en el coro que se encuentra a lo largo del eje central del edificio, concluido por el ábside del fondo. La primera es resultado de la reconstrucción realizada en la segunda mitad del siglo xiii por voluntad de Berardo Maggi, mientras que la segunda forma parte de la ampliación de finales del siglo xv. En el pavimento, al igual que en la platea de Santa María, son visibles restos de los mosaicos que pavimentaban la basílica de Santa Maria Maggiore de Dom. En particular, justo al final de los escalones que suben al presbiterio, puede verse un mosaico que data del siglo vi y tiene una inscripción dedicada a un diácono llamado Siro, el cual, al parecer, había ofrecido los mosaicos que decoraban la basílica. La inscripción está rodeada por los doce corderos, símbolo apostólico. El mosaico, situado a un nivel más bajo que el actual pavimento, es visible gracias al uso de un vidrio. En la zona, a lo largo del transepto, hay otros mosaicos del mismo tipo, visibles del mismo modo bajo el pavimento; algunos de ellos pertenecieron a la basílica y otros son de época romana.
La gran bóveda de crucería que cubre el presbiterio del siglo xiii, como ya se ha dicho, está decorada completamente con frescos que, descubiertos y restaurados en 1957, se han conservado óptimamente hasta nuestros días. En los cuatro plementos, dentro de tondos, están colocados los símbolos de los cuatro evangelistas, mientras en las lunetas están representados un Arcángel y el Árbol de la vida. El resto de la bóveda está densamente decorado con cornisas, rosetones y motivos geométricos, además de las nervaduras. En la clave de bóveda está representado el Cordero de Dios. Sobre la luneta que da hacia la platea está pintada la Virgen rezando incensada por los ángeles, que, al igual que el Cristo bendiciendo situado de frente, presenta características notablemente bizantinas. También se pueden apreciar fragmentos de pinturas de ese mismo periodo, que representan una Hilera de ángeles dentro de clípeos, debajo de la decoración a racimos del siglo xv del arco de entrada al nuevo presbiterio.
Este último, realizado por Bernardino da Martinengo a finales del siglo xv, está compuesto por una crujía cuadrada cubierta por una bóveda de crucería que constituye el coro, cerrada al fondo por un ábside poligonal cubierto con una bóveda a crestas y velas, todo muy desarrollado en altura y consecuente con las directivas de la arquitectura gótica, aunque ya se estaba a las puertas del siglo xvi. Las paredes están iluminadas solamente por dos altas bíforas y las únicas decoraciones presentes son las de las nervaduras de las bóvedas, con motivos vegetales. Las dos claves de bóveda de mármol policromado son obra de Gasparo Cairano y representan a San Anatalone, primer obispo de Brescia, y a Nuestra Señora de la Asunción. Se han perdido, sin embargo, las Historias de la Virgen de Vincenzo Civerchio que decoraban las paredes. En el centro del presbiterio se encuentra el gran altar mayor de mármol rojo de Verona, construido probablemente en la época de Berardo Maggi, es decir, a finales del siglo xiii, pero no consagrado hasta 1342. Por encima, como último fondo de toda la concatedral, está la enorme Asunción de la Virgen, pintada por el Moretto entre 1524 y 1526 y rodeada por una elegante cornisa de madera dorada, obra de arte renacentista. El lienzo, con refinados colores de gusto veneciano, debe considerarse el vértice de la producción juvenil del pintor.
Bajo el gran retablo está colocado un busto de mármol del papa Alejandro VIII, que fue cardenal en Brescia desde 1664 hasta 1674, obra de Orazio Marinali de 1690. A los lados del retablo del Moretto hay dos lienzos del Romanino provenientes de la capilla del Santísimo Sacramento de la basílica de San Pietro de Dom, que fueron trasladados aquí tras la demolición de la basílica. Estos lienzos representan la Caída del maná en el desierto y el Agua que brota de la roca. Su colocación en este lugar debe considerarse provisional. Los estalos del coro son obra de varios autores, que trabajaron en varias fases: iniciados por Antonio da Soresina en 1524, fueron realizados por él hasta 1529, después de lo cual el encargo pasó a Giovanni Maria Zampedris da Martinengo, quien, siguiendo el diseño de Stefano Lamberti, los completó en 1534.

#### Órgano

El órgano

De gran importancia es el histórico órgano de los hermanos Serassi opus 416, fabricado en dos fases de 1824 a 1826 y de 1829 a 1832 reutilizando íntegramente el material fónico y la caja del instrumento precedente, obra de Giovan Giacomo Antegnati de 1536. El diseño, de gusto renacentista, y la fabricación de la caja se deben al boloñés Battista Piantavigna. El órgano tenía dos paneles pintados por el Romanino con las Historias de la Virgen, conservados actualmente en la catedral nueva. La consola es del tipo a finestra, con un único teclado de sesenta y una notas (fa-1-fa5) y un pedalero cóncavo-paralelo de veintidós notas (do1-si2, real en do1-si1). Tras las varias intervenciones de limpieza y modificación que se han sucedido a lo largo de las décadas, en 2017 se inició una restauración por parte de la empresa Mascioni. Sobre el coro, en el lado opuesto al órgano, está colgado un gran lienzo que representa la Cena en la casa del fariseo, poco visible debido a su mal estado de conservación.

### Transepto derecho

El altar del transepto derecho, con las esculturas de Carlo y Giovanni Carra, el fresco del retablo de 1400 con la Flagelación de Cristo y, a ambos lados, los evangelistas Lucas (a la izquierda) y Marcos (a la derecha), del Moretto

El transepto forma parte de la ampliación de la catedral vieja realizada en el siglo xvi, pero su aspecto actual se debe a las numerosas restauraciones practicadas en los siglos posteriores. Los frescos que lo revisten, por ejemplo, son obra de Tommaso Sandrini y Francesco Giugno y datan de principios del siglo xvii. En la pared de fondo de este lado del transepto se encuentra un altar de madera dorada con exuberantes formas barrocas, probablemente realizado a finales del siglo xvii. En esta zona la fuerte humedad proveniente de las paredes ha dañado mucho los frescos, sacando a la luz fragmentos del estrato decorativo inferior del siglo xvi, lamentablemente igual de degradado.
En la pared derecha, frente a la capilla del Santísimo Sacramento, está colocado un gran cuadro realizado en 1656 por el vicentino Francesco Maffei, que representa el Traslado de los cuerpos de los obispos Dominatore, Paolo y Anastasio. Este evento se produjo en 1581: san Carlos Borromeo, visitando la iglesia de Santo Stefano in Arce (que no se conserva actualmente), encontró las reliquias en un mal estado de conservación y ordenó su traslado a una sede más digna. El cuadro, con gran colorido, representa la solemne procesión del clero bresciano hacia la catedral vieja, en la que está presente también san Carlos Borromeo con túnica roja pontifical, acompañando al baldaquino, que contiene un sarcófago con las reliquias de los santos, todo ello coronado por grupos de ángeles en la gloria. El cuadro es recordado habitualmente porque representa el campanario derrumbado de la catedral, visible en el extremo derecho. Poco más allá, parcialmente escondida por un grupo de ángeles, está la basílica de San Pietro de Dom, de la que son visibles un lado y, vagamente, el rosetón de la fachada. En el momento de la realización del cuadro, esa basílica ya había sido demolida desde hacía más de cincuenta años (en 1601), incluso antes del nacimiento de Francesco Maffei, que se produjo en torno al 1605. Sin embargo, en el momento en que se realizó el cuadro, las obras de la nueva catedral estaban muy lejos de ser completadas y ni siquiera se conocía el aspecto que tendría, sobre el cual todavía se discutía. En consecuencia, no pudiendo dejar un hueco en este tramo de la plaza, Maffei pintó una reproducción aproximada de San Pietro de Dom, probablemente obtenida a través de la descripción de algún ciudadano que había llegado a verla o bien inspirándose en otras representaciones. No es casualidad, por tanto, que su perfil sea tan vago y que esté escondido en buena parte por un grupo de ángeles: Francesco Maffei no sabía nada de la basílica demolida y se limitó a esbozar su rosetón y su tejado a dos aguas, únicos elementos distintivos del edificio sobre los cuales podía estar seguro.

#### Capilla del Santísimo Sacramento
La construcción de esta capilla data de 1572 y, como ya se ha dicho, estaba dedicada inicialmente a santa Justina de Padua, ya que en el día de su festividad se había ganado, pocos meses antes, la batalla de Lepanto. Tras la demolición de la basílica de San Pietro de Dom, que se produjo unos treinta años después, todos los lienzos presentes en esta capilla fueron trasladados a la catedral y se cambió su nombre. Los lienzos que decoraban sus paredes habían sido encargados a mediados del siglo xvi al Romanino y al Moretto. Actualmente, los del Moretto están todavía en la capilla, mientras los dos del Romanino están colocados provisionalmente en el ábside de la concatedral, a ambos lados del retablo. Un último lienzo del Moretto, que forma parte del mismo ciclo, se encuentra en la pared de fondo izquierda del transepto.

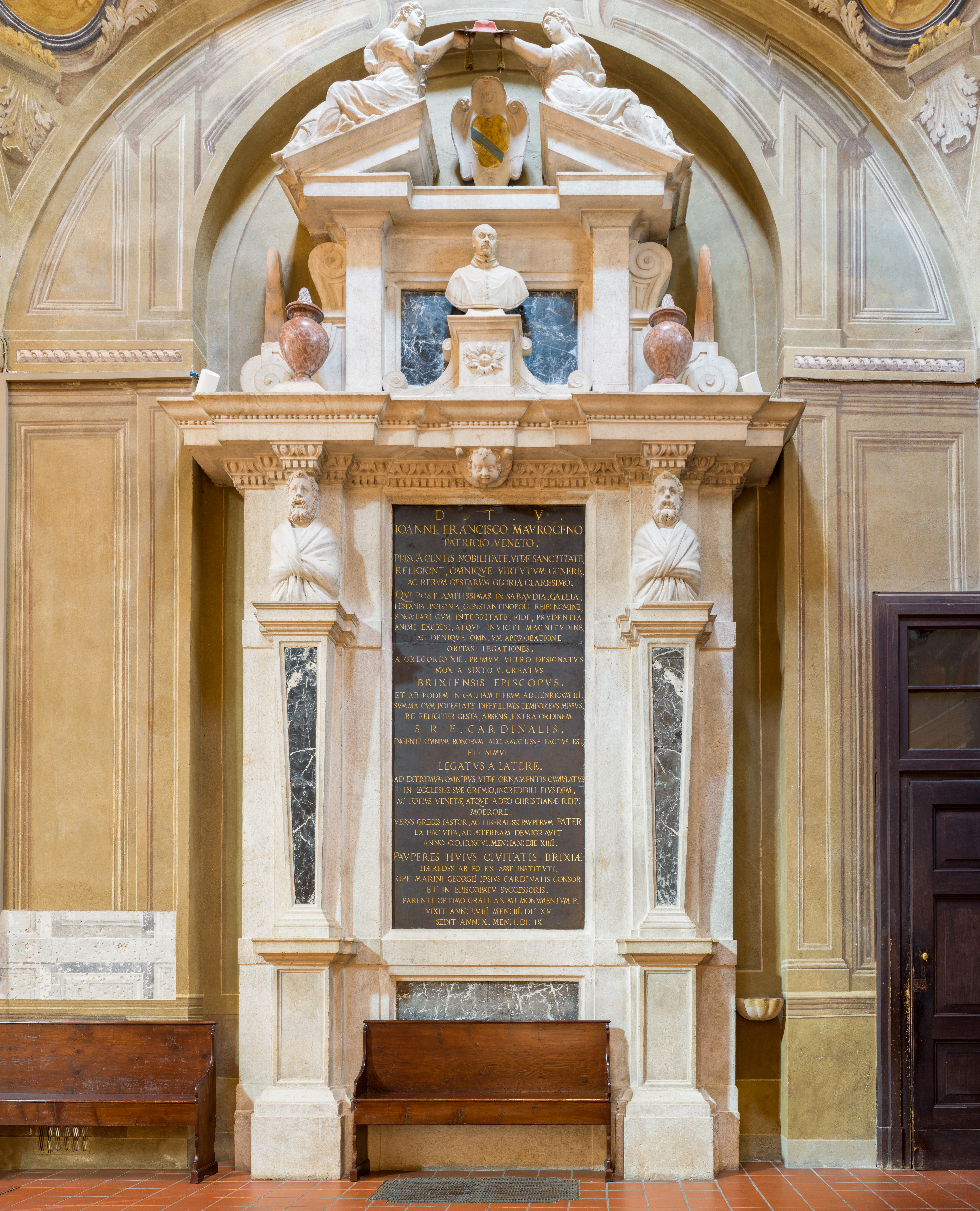
El monumento fúnebre del cardenal Gianfrancesco Morosini en el transepto izquierdo de la catedral vieja

La capilla, de planta cuadrada y con una pequeña cúpula de cubierta, está dominada por el altar mayor en mármoles preciosos y decorada por estatuas de piedra de los Carra, una familia de importantes escultores renacentistas del siglo xvi bresciano. Estas obras, en concreto, al igual que las barandillas en la entrada de la capilla, se deben a los hermanos Giovanni y Carlo Carra y son de principios del siglo xvii. Sirve de retablo un Cristo azotado, fresco de finales del siglo xv atribuido a Paolo Caylina el Viejo, desprendido en 1603 del pasadizo que conducía desde la catedral vieja a San Pietro de Dom. Las pinturas de las paredes, obra del Moretto, forman parte de la época de madurez del autor y son Elías consolado por el ángel en la pared izquierda, la Cena del cordero pascual a la derecha y los Evangelistas Marcos y Lucas en la pared de fondo. A los lados de la barandilla, por su parte, están los Evangelistas Mateo y Juan, obra de mitad del siglo xvii de Francesco Barbieri da Legnago.

### Transepto izquierdo
Toda la zona del transepto, como ya se ha dicho, fue añadida a la concatedral a finales del siglo xv, pero el aspecto actual de su mitad izquierda fue conferido por Giovanni Maria Piantavigna en 1571. Los frescos, al igual que los del transepto derecho pero mucho mejor conservados, son obra de Tommaso Sandrini y Francesco Giugno y datan de principios del siglo xvii. En la pared izquierda, delante de la capilla de las Santas Cruces, se encuentra la tumba monumental del cardenal Francesco Morosini, obispo de Brescia desde 1585 hasta 1596. El sepulcro, de líneas imponentes y de gusto tardomanierista, es obra de Antonio Carra y data de principios del siglo xvii. En la pared de fondo del transepto, por su parte, está adosada una losa funeraria de un tal Battista L. que data de principios del siglo xvi, mientras en lo alto está colgado un lienzo que representa a Melquisedec ofreciendo pan y vino al patriarca Abraham, obra del Moretto con aportación de su alumno Luca Mombello, que originalmente formaba parte del ciclo de lienzos realizado para la capilla del Santísimo Sacramento de la basílica de San Pietro de Dom.

#### Capilla de las Santas Cruces

La capilla de las Santas Cruces. Pueden verse el altar de Carlo Carra, la gruesa barandilla del 1500 y, al fondo, el arca dorada

La capilla, construida en 1495 por Bernardino da Martinengo en lugar de la antigua sacristía de la concatedral, debe su aspecto actual a las obras de remodelación efectuadas en 1596, año en el que el decorador Andrea Colomba realizó los estucos de la cúpula. En 1605 se decidió completar este trabajo encargando a varios autores un ciclo de cinco lienzos para colgar de las paredes, de los cuales solo se realizaron dos. El de la izquierda es la Aparición de la cruz a Constantino, pintado por Grazio Cossali en 1606, mientras que el de la derecha representa la Donación de Namo de Baviera, realizado por Antonio Gandino en la misma época. La barandilla y el altar de mármoles preciosos, decorados con putti de mármol de Botticino, son obra del escultor Carlo Carra. La capilla contiene el tesoro de las Santas Cruces, custodiado en el arca de hierro dorado visible sobre el altar. Se trata de cuatro importantes piezas, entre las cuales destaca la «reliquia insigne», es decir, tres fragmentos de la Vera Cruz. Este tesoro es administrado y protegido por la histórica compañía de los Custodios de las Santas Cruces, fundada oficialmente en 1520.

### Deambulatorio izquierdo y capilla de la Virgen
El deambulatorio izquierdo de la concatedral, simétrico respecto al derecho, alberga incrustado en la pared el monumento fúnebre de Domenico Domenici, que dirigió la diócesis de la ciudad entre 1464 y 1478, año en el que falleció. Se trata de un espléndido ejemplo de la escultura renacentista del siglo xv en Brescia, una época en la que el estilo gótico estaba todavía muy arraigado. Caracterizada por una fuerte impronta clasicista, la obra está concebida con formas rigurosas y sobrias, con dos lesenas laterales decoradas con candelabros. Numerosos festones y clípeos enriquecen el conjunto: dentro de estos últimos, además, hay efigies de personajes de la antigüedad representados de perfil. Las dos lesenas sostienen un arquitrabe y como coronación está un tímpano triangular. En el interior del profundo vano central está finalmente colocado el ataúd, sobre el cual está esculpida la figura del obispo acostado con las manos cruzadas. Una larga inscripción en latín recuerda y celebra la cultura humanista, la doctrina y la actividad de político y de diplomático de Domenici.

## Obispos de Brescia enterrados en la catedral vieja
- Dominatore (22.º obispo de Brescia, siglo vi).[11]
- San Paolo III (23.º obispo de Brescia, finales del siglo vi y principios del vii).[11]
- San Attanasio da Brescia (25.º obispo de Brescia, siglo vii hasta el 610).[11]
- Domenico (26.º obispo de Brescia, siglo vii).[11]
- Berardo Maggi (68.º obispo de Brescia, de 1275 a 1308).[12]
- Lamberto Balduino della Cecca (73.º obispo de Brescia, de 1344 a 1349).[13]
- Domenico Domenici (90.º obispo de Brescia, de 1464 a 1308).[14]
- Domenico Bollani (96.º obispo de Brescia, de 1559 a 1579).[15]
- Giovanni Dolfin (97.º obispo de Brescia, de 1579 a 1584).[16]
- Gianfrancesco Morosini (98.º obispo de Brescia, de 1585 a 1596).[17]
- Marco Morosini (101.º obispo de Brescia, de 1645 a 1654).[18]